# Liste des chapelles du Lot
La liste des chapelles du Lot présente les chapelles situées sur le territoire des communes du département français du Lot. Il est fait état des diverses protections dont elles peuvent bénéficier, et notamment les inscriptions et classements au titre des monuments historiques.
Toutes sont situées dans le diocèse de Cahors.

## Liste
| Chapelle                                                           | Commune                  | Adresse                                              | Coordonnées                      | Notice         | Protection                                                                              | Date | Illustration                                           |
| ------------------------------------------------------------------ | ------------------------ | ---------------------------------------------------- | -------------------------------- | -------------- | --------------------------------------------------------------------------------------- | ---- | ------------------------------------------------------ |
| Chapelle du cimetière d'Albas                                      | Albas                    |                                                      | 44° 28′ 16″ nord, 1° 14′ 47″ est |                |                                                                                         |      | Image manquante Téléverser                             |
| Chapelle du cimetière de Cayrac                                    | Albas                    |                                                      | 44° 28′ 16″ nord, 1° 14′ 47″ est |                |                                                                                         |      | Image manquante Téléverser                             |
| Chapelle Saint-Roch (Autoire)                                      | Autoire                  |                                                      | 44° 51′ 04″ nord, 1° 49′ 08″ est | « PA46000064 » | Inscrit MH                                                                              | 2014 | Chapelle Saint-Roch (Autoire)                          |
| Chapelle Saint-Jean-des-Arades                                     | Belfort-du-Quercy        |                                                      | 44° 14′ 54″ nord, 1° 34′ 09″ est |                |                                                                                         |      | Image manquante Téléverser                             |
| Chapelle Saint-Roch de Bellefont-La Rauze                          | Bellefont-La Rauze       |                                                      | 44° 28′ 31″ nord, 1° 28′ 13″ est |                |                                                                                         |      | Chapelle Saint-Roch de Bellefont-La Rauze              |
| Chapelle Saint-Martin de Cahors                                    | Cahors                   |                                                      | à géolocaliser                   |                |                                                                                         |      | Chapelle Saint-Martin de Cahors                        |
| Chapelle Saint-Jacques des Pénitents bleus de Cahors               | Cahors                   | quai Champollion                                     | 44° 26′ 51″ nord, 1° 26′ 39″ est |                |                                                                                         |      | Chapelle Saint-Jacques des Pénitents bleus de Cahors   |
| Chapelle Saint-Michel du collège des Jésuites de Cahors            | Cahors                   | rue Wilson                                           | 44° 26′ 45″ nord, 1° 26′ 23″ est |                |                                                                                         |      | Image manquante Téléverser                             |
| Chapelle de la verrerie de Cahors                                  | Cahors                   | place de la Verrerie (ensemble scolaire)             | à géolocaliser                   |                |                                                                                         |      | Image manquante Téléverser                             |
| Chapelle de l'ermitage de Cahors                                   | Cahors                   | chemin de l'Ermitage                                 | à géolocaliser                   |                |                                                                                         |      | Image manquante Téléverser                             |
| Ancienne Chapelle de Arnis                                         | Cahors                   |                                                      | à géolocaliser                   |                |                                                                                         |      | Image manquante Téléverser                             |
| Chapelle au Combe Saint-Julien de Cahors                           | Cahors                   |                                                      | à géolocaliser                   |                |                                                                                         |      | Image manquante Téléverser                             |
| Chapelle de Cahors (rue Divia)                                     | Cahors                   | rue Divia                                            | à géolocaliser                   |                |                                                                                         |      | Image manquante Téléverser                             |
| Chapelle de Cahors (rue des Cadourges)                             | Cahors                   | rue des Cadourges                                    | à géolocaliser                   |                |                                                                                         |      | Image manquante Téléverser                             |
| Chapelle de la Madeleine de Cajarc                                 | Cajarc                   |                                                      | 44° 28′ 36″ nord, 1° 50′ 12″ est | « PA00095032 » | Inscrit MH                                                                              | 1941 | Chapelle de la Madeleine de Cajarc                     |
| Chapelle des clarisses de Cajarc                                   | Cajarc                   |                                                      | 44° 29′ 11″ nord, 1° 50′ 30″ est |                |                                                                                         |      | Image manquante Téléverser                             |
| Chapelle de Saint-Namphaise du Couderc                             | Caniac-du-Causse         |                                                      | 44° 39′ 36″ nord, 1° 35′ 18″ est |                |                                                                                         |      | Image manquante Téléverser                             |
| Chapelle Saint-Jean-Baptiste d'Ournes                              | Caniac-du-Causse         |                                                      | 44° 34′ 47″ nord, 2° 06′ 30″ est | « IA46101380 » |                                                                                         |      | Image manquante Téléverser                             |
| Chapelle Saint-Étienne de Vic                                      | Caniac-du-Causse         |                                                      | 44° 34′ 15″ nord, 2° 04′ 00″ est | « IA46101204 » |                                                                                         |      | Image manquante Téléverser                             |
| Chapelle Notre-Dame de Carennac                                    | Carennac                 |                                                      | 44° 55′ 05″ nord, 1° 43′ 58″ est |                |                                                                                         |      | Chapelle Notre-Dame de Carennac                        |
| Chapelle Saint-Roch de Castelfranc                                 | Castelfranc              |                                                      | 44° 30′ 05″ nord, 1° 13′ 24″ est |                |                                                                                         |      | Image manquante Téléverser                             |
| Chapelle d'Aubiac                                                  | Cavagnac                 |                                                      | 45° 00′ 17″ nord, 1° 38′ 51″ est |                |                                                                                         |      | Image manquante Téléverser                             |
| Chapelle Saint-Jean-Gabriel-Perboyre de Cazals                     | Cazals                   |                                                      | 44° 38′ 36″ nord, 1° 13′ 16″ est |                |                                                                                         |      | Chapelle Saint-Jean-Gabriel-Perboyre de Cazals         |
| Chapelle de Vaillac                                                | Cœur de Causse           |                                                      | 44° 40′ 19″ nord, 1° 32′ 00″ est |                |                                                                                         |      | Image manquante Téléverser                             |
| Chapelle des Pénitents blancs de Cornac                            | Cornac                   |                                                      | 44° 54′ 24″ nord, 1° 52′ 59″ est |                |                                                                                         |      | Image manquante Téléverser                             |
| Chapelle de Cras                                                   | Cras                     |                                                      | 44° 34′ 01″ nord, 1° 31′ 56″ est |                |                                                                                         |      | Image manquante Téléverser                             |
| Chapelle Notre-Dame-de-l'Assomption du Cornouiller                 | Durbans                  |                                                      | 44° 40′ 54″ nord, 1° 44′ 01″ est |                |                                                                                         |      | Image manquante Téléverser                             |
| Chapelle Sainte-Marie-Madeleine de Guirande                        | Felzins                  |                                                      | 44° 36′ 49″ nord, 2° 09′ 50″ est | « PA46000040 » | Inscrit MH                                                                              | 2008 | Chapelle Sainte-Marie-Madeleine de Guirande            |
| Chapelle Notre-Dame-de-Pitié de Figeac                             | Figeac                   |                                                      | 44° 36′ 28″ nord, 2° 02′ 06″ est | « PA00095071 » | Classé MH                                                                               | 1840 | Chapelle Notre-Dame-de-Pitié de Figeac                 |
| Chapelle de l'hôpital de Figeac                                    | Figeac                   |                                                      | à géolocaliser                   |                |                                                                                         |      | Image manquante Téléverser                             |
| Chapelle Saint-Roch de Floirac                                     | Floirac                  |                                                      | 44° 55′ 00″ nord, 1° 39′ 20″ est | « PA00095085 » | Inscrit MH                                                                              | 1925 | Chapelle Saint-Roch de Floirac                         |
| Chapelle du Mas del Sol                                            | Francoulès               |                                                      | 44° 33′ 56″ nord, 1° 28′ 45″ est |                |                                                                                         |      | Image manquante Téléverser                             |
| Chapelle Sainte-Anne de Gignac                                     | Gignac                   |                                                      | 45° 00′ 15″ nord, 1° 27′ 36″ est |                |                                                                                         |      | Chapelle Sainte-Anne de Gignac                         |
| Chapelle Saint-Roch de Gigouzac                                    | Gigouzac                 |                                                      | 44° 35′ 01″ nord, 1° 26′ 10″ est |                |                                                                                         |      | Image manquante Téléverser                             |
| Chapelle de Braulés                                                | Gindou                   |                                                      | 44° 38′ 17″ nord, 1° 15′ 24″ est |                |                                                                                         |      | Image manquante Téléverser                             |
| Chapelle Notre-Dame-des-Neiges de Gourdon                          | Gourdon                  |                                                      | 44° 43′ 58″ nord, 1° 23′ 32″ est | « PA00095100 » | Inscrit MH Chapelle, sauf partie classée ; Classé MH Portail principal avec ses vantaux | 1973 | Chapelle Notre-Dame-des-Neiges de Gourdon              |
| Chapelle Notre-Dame du Majou                                       | Gourdon                  |                                                      | 44° 44′ 09″ nord, 1° 22′ 51″ est |                |                                                                                         |      | Chapelle Notre-Dame du Majou                           |
| Chapelle Notre-Dame de la Fontade                                  | Gourdon                  |                                                      | 44° 43′ 17″ nord, 1° 20′ 02″ est |                |                                                                                         |      | Image manquante Téléverser                             |
| Chapelle de la Maladrerie                                          | Gourdon                  | à l'embranchement des routes de Cahors et de Salviac | à géolocaliser                   |                |                                                                                         |      | Chapelle de la Maladrerie                              |
| Chapelle du Bienheureux-Pierre-Bonhomme de Gramat                  | Gramat                   |                                                      | 44° 46′ 30″ nord, 1° 43′ 28″ est |                |                                                                                         |      | Image manquante Téléverser                             |
| Chapelle Notre-Dame de Grèzes                                      | Grèzes                   |                                                      | 44° 37′ 37″ nord, 1° 49′ 11″ est |                |                                                                                         |      | Chapelle Notre-Dame de Grèzes                          |
| Chapelle Saint-Médard-Lagarénie d'Issepts                          | Issepts                  |                                                      | 44° 41′ 30″ nord, 1° 54′ 20″ est | « PA00095112 » | Inscrit MH                                                                              | 1978 | Chapelle Saint-Médard-Lagarénie d'Issepts              |
| Chapelle du cimetière, église de Labastide-du-Vert                 | Labastide-du-Vert        |                                                      | 44° 30′ 49″ nord, 1° 15′ 38″ est |                |                                                                                         |      | Image manquante Téléverser                             |
| Chapelle de Cabanac                                                | Lacapelle-Cabanac        | commune de Mauroux                                   | à géolocaliser                   |                |                                                                                         |      | Image manquante Téléverser                             |
| Chapelle de la maison de retraite le Moutiers de Lacapelle-Marival | Lacapelle-Marival        |                                                      | 44° 43′ 51″ nord, 1° 55′ 30″ est |                |                                                                                         |      | Image manquante Téléverser                             |
| Chapelle du château dite chapelle du Haut de Belcastel             | Lacave                   |                                                      | 44° 50′ 44″ nord, 1° 33′ 07″ est |                |                                                                                         |      | Chapelle du château dite chapelle du Haut de Belcastel |
| Chapelle Notre-Dame-de-Verdale de Rocher de Verdale                | Latouille-Lentillac      |                                                      | 44° 50′ 53″ nord, 1° 59′ 05″ est |                |                                                                                         |      | Chapelle Notre-Dame-de-Verdale de Rocher de Verdale    |
| Chapelle Notre-Dame de l'Hôpital, dite Sainte-Rondine du Vigan     | Le Vigan                 |                                                      | à géolocaliser                   |                |                                                                                         |      | Image manquante Téléverser                             |
| Chapelle Saint-Jean-le-Froid d'Escayrac                            | Lendou-en-Quercy         |                                                      | 44° 20′ 01″ nord, 1° 16′ 30″ est |                |                                                                                         |      | Image manquante Téléverser                             |
| Chapelle Saint-André des Arques                                    | Les Arques               |                                                      | 44° 36′ 04″ nord, 1° 14′ 07″ est | « PA00094965 » | Classé MH                                                                               | 1979 | Chapelle Saint-André des Arques                        |
| Chapelle Notre-Dame de l'Aubépine des Arques                       | Les Arques               |                                                      | 44° 36′ 20″ nord, 1° 15′ 06″ est |                |                                                                                         |      | Image manquante Téléverser                             |
| Chapelle Saint-Roch de Saint-Cernin                                | Les Pechs du Vers        |                                                      | 44° 35′ 40″ nord, 1° 34′ 59″ est |                |                                                                                         |      | Image manquante Téléverser                             |
| Chapelle du Saint-Esprit de Lherm                                  | Lherm                    |                                                      | 44° 33′ 56″ nord, 1° 14′ 49″ est |                |                                                                                         |      | Image manquante Téléverser                             |
| Chapelle du château de Seyrignac                                   | Lunan                    |                                                      | 44° 37′ 11″ nord, 2° 04′ 48″ est |                |                                                                                         |      | Image manquante Téléverser                             |
| Chapelle de Notre-Dame-de-l'Île                                    | Luzech                   |                                                      | 44° 27′ 45″ nord, 1° 17′ 25″ est | « PA00095150 » | Inscrit MH Porte principale ; abside                                                    | 1929 | Chapelle de Notre-Dame-de-l'Île                        |
| Chapelle des Pénitents bleus de Luzech                             | Luzech                   |                                                      | 44° 28′ 44″ nord, 1° 17′ 10″ est | « PA00135464 » | Inscrit MH                                                                              | 1995 | Chapelle des Pénitents bleus de Luzech                 |
| Chapelle de Pailhès                                                | Marcilhac-sur-Célé       |                                                      | 44° 33′ 30″ nord, 1° 46′ 01″ est |                |                                                                                         |      | Image manquante Téléverser                             |
| Chapelle de Boissièrette                                           | Marminiac                |                                                      | 44° 40′ 31″ nord, 1° 12′ 23″ est |                |                                                                                         |      | Image manquante Téléverser                             |
| Chapelle de Malodène                                               | Martel                   |                                                      | 44° 57′ 53″ nord, 1° 36′ 41″ est | « PA46000066 » | Inscrit MH                                                                              | 2015 | Image manquante Téléverser                             |
| Chapelle Saint-Aignan de Rouzet                                    | Montcuq-en-Quercy-Blanc  |                                                      | 44° 21′ 12″ nord, 1° 07′ 36″ est |                |                                                                                         |      | Image manquante Téléverser                             |
| Chapelle Notre-Dame de Montfaucon                                  | Montfaucon               |                                                      | à géolocaliser                   |                |                                                                                         |      | Image manquante Téléverser                             |
| Chapelle des Pénitents bleus de Montgesty                          | Montgesty                |                                                      | 44° 34′ 42″ nord, 1° 17′ 53″ est |                |                                                                                         |      | Chapelle des Pénitents bleus de Montgesty              |
| Chapelle Notre-Dame-de-Pitié de Montredon                          | Montredon                |                                                      | 44° 37′ 01″ nord, 2° 11′ 33″ est |                |                                                                                         |      | Chapelle Notre-Dame-de-Pitié de Montredon              |
| Chapelle de Poustan                                                | Montredon                |                                                      | 44° 36′ 05″ nord, 2° 11′ 01″ est |                |                                                                                         |      | Image manquante Téléverser                             |
| Chapelle de Nadaillac                                              | Payrignac                |                                                      | à géolocaliser                   |                |                                                                                         |      | Image manquante Téléverser                             |
| Chapelle de Bonnet                                                 | Peyrilles                |                                                      | 44° 36′ 51″ nord, 1° 24′ 20″ est |                |                                                                                         |      | Chapelle de Bonnet                                     |
| Chapelle de Peyrilles                                              | Peyrilles                |                                                      | 44° 37′ 08″ nord, 1° 24′ 48″ est |                |                                                                                         |      | Image manquante Téléverser                             |
| Chapelle Saint-Benoît de Coulourgues                               | Porte-du-Quercy          |                                                      | 44° 23′ 41″ nord, 1° 06′ 17″ est |                |                                                                                         |      | Image manquante Téléverser                             |
| Chapelle de Flaynac                                                | Pradines                 |                                                      | 44° 28′ 26″ nord, 1° 22′ 45″ est |                |                                                                                         |      | Image manquante Téléverser                             |
| Chapelle Notre-Dame du Rosier de Calvayrac                         | Prayssac                 |                                                      | 44° 30′ 53″ nord, 1° 10′ 08″ est |                |                                                                                         |      | Image manquante Téléverser                             |
| Chapelle Saint-Roch de Promilhanes                                 | Promilhanes              |                                                      | à géolocaliser                   |                |                                                                                         |      | Image manquante Téléverser                             |
| Chapelle Sainte-Marie de Félines                                   | Prudhomat                |                                                      | 44° 54′ 16″ nord, 1° 49′ 49″ est |                |                                                                                         |      | Chapelle Sainte-Marie de Félines                       |
| Chapelle Saint-Michel de Puy-l'Évêque                              | Puy-l'Évêque             |                                                      | 44° 30′ 13″ nord, 1° 08′ 16″ est |                |                                                                                         |      | Chapelle Saint-Michel de Puy-l'Évêque                  |
| Chapelle Notre-Dame de Rocamadour                                  | Rocamadour               |                                                      | 44° 30′ 13″ nord, 1° 08′ 16″ est | « PA46000020 » | Classé MH                                                                               | 2000 | Chapelle Notre-Dame de Rocamadour                      |
| Chapelle Saint-Michel de Rocamadour                                | Rocamadour               |                                                      | 44° 47′ 58″ nord, 1° 37′ 03″ est | « PA46000020 » | Classé MH                                                                               | 2000 | Chapelle Saint-Michel de Rocamadour                    |
| Chapelle Sainte-Anne de Rocamadour                                 | Rocamadour               |                                                      | 44° 47′ 58″ nord, 1° 37′ 04″ est | « PA46000020 » | Classé MH                                                                               | 2000 | Chapelle Sainte-Anne de Rocamadour                     |
| Chapelle Saint-Blaise de Rocamadour                                | Rocamadour               |                                                      | 44° 47′ 58″ nord, 1° 37′ 04″ est | « PA46000020 » | Classé MH                                                                               | 2000 | Chapelle Saint-Blaise de Rocamadour                    |
| Chapelle Saint-Jean-Baptiste de Rocamadour                         | Rocamadour               |                                                      | 44° 47′ 57″ nord, 1° 37′ 04″ est | « PA46000020 » | Classé MH                                                                               | 2000 | Chapelle Saint-Jean-Baptiste de Rocamadour             |
| Chapelle basse du chemin de croix de Saint-Cirq-Lapopie            | Saint-Cirq-Lapopie       |                                                      | 44° 27′ 51″ nord, 1° 40′ 11″ est |                |                                                                                         |      | Image manquante Téléverser                             |
| Chapelle des Mariniers de Saint-Cirq-Lapopie                       | Saint-Cirq-Lapopie       |                                                      | 44° 27′ 57″ nord, 1° 40′ 29″ est |                |                                                                                         |      | Image manquante Téléverser                             |
| Chapelle du cimetière de Saint-Cirq-Lapopie                        | Saint-Cirq-Lapopie       |                                                      | 44° 27′ 52″ nord, 1° 40′ 11″ est |                |                                                                                         |      | Image manquante Téléverser                             |
| Chapelle Sainte-Croix de Saint-Cirq-Lapopie                        | Saint-Cirq-Lapopie       |                                                      | 1° 40′ 19″ nord, 1° 40′ 19″ est  |                |                                                                                         |      | Image manquante Téléverser                             |
| Chapelle Saint-Joseph de Mont Saint-Joseph                         | Saint-Jean-Lagineste     |                                                      | 44° 49′ 00″ nord, 1° 51′ 47″ est |                |                                                                                         |      | Chapelle Saint-Joseph de Mont Saint-Joseph             |
| Chapelle du château de Montal de Saint-Jean-Lespinasse             | Saint-Jean-Lespinasse    |                                                      | 44° 51′ 38″ nord, 1° 52′ 05″ est |                |                                                                                         |      | Chapelle du château de Montal de Saint-Jean-Lespinasse |
| Chapelle du château de Montal de Saint-Jean-Lespinasse             | Saint-Jean-Lespinasse    |                                                      | 44° 51′ 38″ nord, 1° 52′ 05″ est |                |                                                                                         |      | Chapelle du château de Montal de Saint-Jean-Lespinasse |
| Chapelle de Labro                                                  | Saint-Jean-Lespinasse    |                                                      | 44° 44′ 30″ nord, 1° 56′ 53″ est |                |                                                                                         |      | Image manquante Téléverser                             |
| Chapelle Saint-Privat de Saint-Privat (Lot)                        | Saint-Paul-Flaugnac      |                                                      | 1° 25′ 28″ nord, 1° 25′ 28″ est  | « IA46100949 » |                                                                                         |      | Image manquante Téléverser                             |
| Chapelle Saint-Gervais de Lamolayrette                             | Saint-Paul-Flaugnac      |                                                      | 44° 15′ 46″ nord, 1° 24′ 47″ est | « IA46100944 » |                                                                                         |      | Image manquante Téléverser                             |
| Chapelle Saint-Gervais de Saint-Gervais (Lot)                      | Saint-Paul-Flaugnac      |                                                      | 44° 14′ 53″ nord, 1° 25′ 31″ est | « IA46100937 » |                                                                                         |      | Image manquante Téléverser                             |
| Chapelle Notre-Dame-de-Bon-Secours de Saint-Vincent-Rive-d'Olt     | Saint-Vincent-Rive-d'Olt |                                                      | 44° 28′ 01″ nord, 1° 18′ 01″ est |                |                                                                                         |      | Image manquante Téléverser                             |
| Chapelle de l’ancien pensionnat de Sainte-Colombe                  | Sainte-Colombe           |                                                      | 44° 43′ 25″ nord, 2° 00′ 05″ est |                |                                                                                         |      | Image manquante Téléverser                             |
| Chapelle Notre-Dame de l'Olm                                       | Salviac                  |                                                      | 44° 40′ 58″ nord, 1° 15′ 48″ est | « PA00095254 » | Inscrit MH                                                                              | 1954 | Chapelle Notre-Dame de l'Olm                           |
| Chapelle Notre-Dame de Roc-Troucat                                 | Sauliac-sur-Célé         |                                                      | 44° 31′ 11″ nord, 1° 41′ 57″ est |                |                                                                                         |      | Image manquante Téléverser                             |
| Chapelle Saint-Étienne Lacombe de Custals                          | Souillac                 |                                                      | 44° 53′ 41″ nord, 1° 26′ 22″ est |                |                                                                                         |      | Image manquante Téléverser                             |
| Chapelle Sainte-Angèle du Couvent des Ursulines de Sousceyrac      | Sousceyrac-en-Quercy     | 2 Rue des Ursulines                                  | 44° 52′ 26″ nord, 2° 02′ 06″ est |                |                                                                                         | 1878 | Image manquante Téléverser                             |
| Chapelle Saint-Gérard des Rédemptoristes                           | Sousceyrac-en-Quercy     | 2 Rue des Ursulines                                  | 44° 52′ 27″ nord, 2° 02′ 06″ est |                |                                                                                         | 1939 | Image manquante Téléverser                             |
| Chapelle de Mazer                                                  | Thédirac                 |                                                      | 44° 35′ 55″ nord, 1° 18′ 39″ est |                |                                                                                         |      | Image manquante Téléverser                             |
| Chapelle du couvent de Vaylats                                     | Vaylats                  |                                                      | 44° 20′ 11″ nord, 1° 38′ 35″ est |                |                                                                                         |      | Image manquante Téléverser                             |
| Chapelle Notre-Dame-de-Lourdes de Viazac                           | Viazac                   |                                                      | 44° 38′ 18″ nord, 2° 04′ 21″ est |                |                                                                                         |      | Image manquante Téléverser                             |